# ホフレ・カレーラス
ホフレ・カレーラス・パゲス（Jofre Carreras Pagès、2001年6月17日 - ）は、スペイン・カタルーニャ州ジローナ出身のサッカー選手。RCDエスパニョール所属。ポジションはフォワード。

## クラブ経歴
カタルーニャ州のジローナで生まれ、2014年にRCDエスパニョールのカンテラに加入した。2018-19シーズンにBチームデビューすると、2020年2月28日、クラブとの契約を2024年まで延長した。
2020年9月27日、レアル・オビエドとのリーグ戦にてトップチームデビューを果たした。